# Nikolaus Heilmann
Nikolaus Heilmann (Gundhelm, 20 april 1903 - nabij Zielenzig, 30 januari 1945) was een Duitse officier en SS-Brigadeführer en Generalmajor in de Waffen-SS tijdens de Tweede Wereldoorlog.

## Leven
Op 20 april 1903 werd Nikolaus Heilmann geboren in Gundhelm. Hij ging naar school en behaalde zijn leraren bevoegdheid.

### Schutzpolizei
Op 1 april 1925 meldde Heilmann zich aan bij de Schutzpolizei en hij ging als Polizeianwärter (kandidaat politieman) een opleiding tot officier volgen. Hij werd geplaatst bij het 3. Bereitschaft der Schutzpolizei in Frankfurt. Er volgden nog twee bevorderingen tot Polizeiunterwachtmeister en Polizeiwachtmeister. In 1927 ging hij naar de politieschool in Eiche, waarna Heilmann werd overgeplaatst naar het 3. Bereitschaft der Schutzpolizei Noord-Berlijn. Op 1 april 1929 werd Heilmann ingesteld als Polizeileutnant. Na zijn bevordering werd hij geplaatst bij het Bereitschaft der Schutzpolizei in Hanau. In 1932 werd Heilmann bevorderd tot Polizeioberleutnant. Van oktober 1933 tot 30 september 1935 als adjudant in de afdeling Hanau van de Landespolizei. Hierna werd Heilmann als adjudant in de Abschnitt Saarbrücken van de Schutzpolizei ingezet.
Op 30 november 1935 trouwde Heilmann met Gertrud Gartenschläger. Het echtpaar kreeg twee kinderen.
Op 21 april 1936 werd Heilmann als leraar tactiek aan de politieschool in Berlin-Köpenick ingezet. Tegelijk met zijn aanstelling als leraar tactiek werd hij bevorderd tot Hauptmann der Schutzpolizei. Gedurende september/oktober 1938 diende Heilmann ook in het Heer in Oostenrijk, en was als Hauptmann in de verbindingstaf van de Ordnungspolizei toegewezen aan het 2.Armeekommando (Karl Pfeffer-Wildenbruch). En het Infanterie-Regiment 94 (94e Infanterieregiment).

### Schutzstaffel
Op 1 april 1939 meldde Heilmann zich aan bij de Schutzstaffel (SS). Hij werd meteen ingeschaald als SS-Hauptsturmführer (kapitein), en werd aan een reserveonderdeel van de SS-Oberabschnitte Ost toegewezen, wat gestationeerd was in het operationele gebied van de 75.SS-Standarte.

### Tweede Wereldoorlog
Tijdens de oprichting van het Polizei-Schützen-Regiment 3 in oktober 1939, werd Heilmann als regimentsadjudant eraan toegevoegd. Deze eenheid nam deel aan de Slag om Frankrijk, voor zijn deelname werd hij onderscheiden met de beide klassen van het IJzeren Kruis 1939. Vanaf 16 september 1940 was Heilmann als Ia (Erster Generalstabsoffizier) (1e Generale Stafofficier) in de staf van de SS-Polizei-Division. Op 20 april 1941 werd hij bevorderd tot SS-Sturmbannführer en Major der Schutzpolizei. Na zijn herstel van ziek zijn, werd Heilmann wederom weer als Ia in de SS-Polizei-Division ingezet. Hij was voor vier weken mit der Führung beauftragt (m. d. F. b.) (vrije vertaling: met het leiderschap belast) van een regiment belast. Op 5 januari 1942 werd Heilmann bevorderd tot SS-Obersturmbannführer en Oberstleutnant der Schutzpolizei. Hierna gaf hij zijn politie-rang op, en werd op 1 april 1942 bevorderd tot SS-Obersturmbannführer der Reserve (W-SS). Heilman werd als stafchef van de Generale Staf in het II SS Pantserkorps ingezet.
Gedurende zijn dienst als Ia gaf hij ook de leiding aan het Polizei-Schützen-Regiment 1, voor wiens leiderschap hij op 3 augustus 1942 met het Duitse Kruis in goud werd onderscheiden. Volgens zijn persoonlijk dossier was hij van juni 1943 tot augustus 1943 toegewezen aan de Division „Das Reich“, waarschijnlijk voor staf training. Op 24 juni 1943 werd Heilmann bevorderd tot SS-Standartenführer der Reserve (W-SS) (kolonel). Van 5 augustus 1943 tot 19 oktober 1943 werd hij ingezet als stafchef van het nieuw opgerichte IV SS Pantserkorps, de gehele staf van het legerkorps werd opgenomen in het VI.SS-Freiwilligen-Armee-Korps (lettische). Heilmann werd opgevolgd door de Oberst i.G. Peter Sommer. Op 11 februari 1944 werd hij bevorderd tot SS-Oberführer der Reserve (W-SS). Heilmann volgde Carl Friedrich von Pückler-Burghauss op als commandant van het 15. Waffen-Grenadier-Division der SS (lettische Nr. 1). Voor de verrichtingen van de divisie werd hij op 23 augustus 1944 onderscheiden met het Ridderkruis van het IJzeren Kruis, nadat het erin was geslaagd de Russische doorbraakpogingen op de noordelijke flank van het 16e leger af te weren. Na deze gevechten was de divisie echter niet meer operationeel, niet in de laatste plaats vanwege zijn meedogenloze leiderschapsstijl. Op 21 juli 1944 droeg Heilmann het commando van de rest van de divisie over aan Herbert von Obwurzer, en werd zelf geplaatst in het Reserve. (vier maanden) Na deelname aan een opleiding tot divisiecommandant in Hirschberg in Neder-Silezië, nam hij op 12 december 1944 het bevel over de inzetstaf van de 28. SS-Freiwilligen-Panzergrenadier-Division Wallonien en bleef deze leiden, terwijl Léon Degrelle het bevel voerde over een aparte Kampfgruppe van de divisie.

## Vermissing
Op 29 januari 1945 ging Heilmann samen met zijn ordonnansofficier en zijn chauffeur op zoek naar de staf van het V SS Bergkorps, waarbij ze in de nabijheid van het militair oefenterrein Wandern (Danzig/West-Pruisen) op soldaten van het Rode Leger stuitten. Terwijl zijn chauffeur kon ontsnappen, worden Heilmann en zijn ordonnansofficier sinds 30 januari 1945 vermist. Algemeen wordt aangenomen dat ze op die dag zijn overleden.
Heilmann werd postuum bevorderd tot SS-Brigadeführer en Generalmajor in de Waffen-SS.
Een andere bron vermeldt: Altdamm, Polen als plaats van vermissing. Yerger vermeldt: Mittwalde, westelijk van Schwiebus als plaats van vermissing.

## Carrière
Heilmann bekleedde verschillende rangen in zowel de Allgemeine-SS als Waffen-SS. De volgende tabel laat zien dat de bevorderingen niet synchroon liepen.
| Datum                            | Polizei                          | Heer                  | Allgemeine-SS          | Waffen-SS                                 |
| -------------------------------- | -------------------------------- | --------------------- | ---------------------- | ----------------------------------------- |
| 1 april 1925                     | Polizeianwärter                  | —                     | —                      | —                                         |
| 1926                             | Polizeiunterwachtmeister         | —                     | —                      | —                                         |
| 1927                             | Polizeiwachtmeister              | —                     | —                      | —                                         |
| 1 april 1929                     | Polizeileutnant                  | —                     | —                      | —                                         |
| 1 april 1932                     | Polizeioberleutnant              | —                     | —                      | —                                         |
| 20 april 1936                    | Hauptmann der Schutzpolizei      | —                     | —                      | —                                         |
| 1938                             | —                                | Hauptmann der Reserve | —                      | —                                         |
| 1 mei 1939                       | —                                | —                     | SS-Hauptsturmführer    | —                                         |
| 20 april 1941                    | —                                | —                     | SS-Sturmbannführer     | —                                         |
| 20 april 1941                    | Major der Schutzpolizei          | —                     | —                      | —                                         |
| 5 januari 1942 - november 1942   | —                                | —                     | SS-Obersturmbannführer | —                                         |
| 5 januari 1942 - 25 oktober 1942 | Oberstleutnant der Schutzpolizei | —                     | —                      | —                                         |
| 1 april 1943                     | —                                | —                     | —                      | SS-Obersturmbannführer der Reserve (W-SS) |
| 21/24 juni 1943                  | —                                | —                     | —                      | SS-Standartenführer der Reserve (W-SS)    |
| 11 februari 1944                 | —                                | —                     | —                      | SS-Oberführer der Reserve (W-SS)          |
| 3 augustus 1944                  | Oberst der Schutzpolizei         | —                     | —                      | —                                         |
| 30 januari 1945                  | —                                | —                     | SS-Brigadeführer       | Generalmajor in de Waffen-SS (postuum)    |

## Lidmaatschapsnummers
- NSDAP-nr.: geen lid
- SS-nr.: 327324 (lid geworden 1 mei 1939[4][5])

## Onderscheidingen
- Ridderkruis van het IJzeren Kruis op 23 augustus 1944 als SS-Oberführer en Commandant van het 15. Waffen-Grenadier-Division der SS (lettische Nr. 1)[3][4][6][7]
- Duitse Kruis in goud op 3 augustus 1942[3][5] als Oberstleutnant in Generalstab[6]
- IJzeren Kruis 1939, 1e Klasse (9 september 1941[4][5]) en 2e Klasse (27 juni 1940[4][5])
- Medaille Winterschlacht im Osten 1941/42 op 18 augustus 1942[2][4][6]
- Dienstonderscheiding van de Politie, 3e Klasse (8 dienstjaren)[2][4]